# Candidasa
Candidasa is een plaats gelegen aan een baai aan de oostkust van Bali. Candidasa is van een vissersplaats uitgegroeid naar een toeristenplaats met een lagune. Er zijn enkele bungalowparken en thermale baden in Candidasa, waardoor de plaats erg in trek is bij toeristen. De plaatselijke tempel is Pura Candi. De baai was een bij duikers geliefd duikgebied. Het dorp Bugbug en het witte strand Pasir Putih (ook wel Virgin Beach genoemd) liggen circa vijf kilometer in noordelijke richting. Even ten noord-westen van Candidasa ligt de oude inheemse plaats Tenganan.

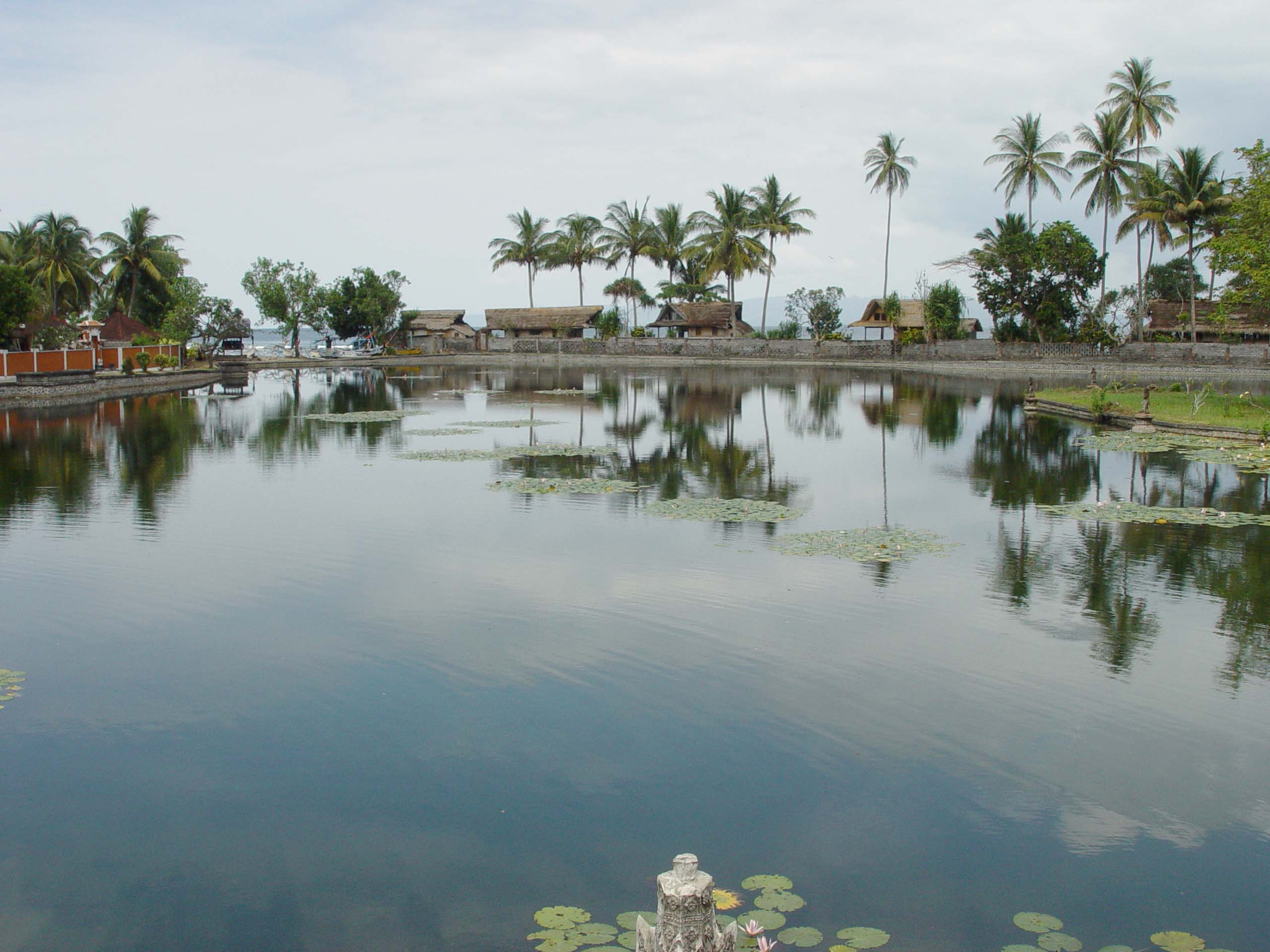
De lagune van Candidasa